# 黑斯廷泳龙属
黑斯廷泳龙（属名：Hastanectes）是蛇颈龙目疑似与上龙科近缘的一个已灭绝属，化石发现于英国早白垩世（凡蓝今阶）的沃德赫斯特黏土组。属下包含单一物种凡登黑斯廷泳龙（Hastanectes valdensis），以前曾被视为白垩龙的一个种。